# Teatro Tower
El Teatro Tower (en inglés: Tower Theatre) está ubicado en el barrio 9 y 9 de Salt Lake City, Utah, en el oeste de Estados Unidos. Se trata de una sala de cine histórica operado por la Sociedad de Cine de Salt Lake.  El teatro (con el Centro de Cines Broadway, también propiedad de la sociedad) presenta películas independientes. También presenta películas clásicas en los fines de semana ocasionales. El teatro fue construido por Samuel Campbell a finales de 1927 y abrió sus puertas el 10 de enero de 1928.